# Hertigdömet Mantua
Hertigdömet Mantua var ett hertigdöme i Lombardiet som tillhörde det Tysk-romerska riket. Hertigdömet bildades 1530 när Karl V upphöjde Markgrevskapet Mantua till ett hertigdöme, där Federico II Gonzaga blev hertig. Följande år förvärvade hertigdömet Markgrevskapet Monferrato genom ett äktenskap. 
Under det spanska tronföljdskriget allierade hertigen Ferdinand Karl Gonzaga sig med Frankrike i kriget. Efter Frankrikes nederlag i tronföljdskriget avsattes hertigen av Mantua av Josef I och fick ta sin tillflykt till Venedig. När han dog 1708 förlorade Mantua allt till den Habsburgska monarkin. Monferrato avstods till hertigen av Savojen, och kejsaren kompenserade hertigen av Lorraine, arvinge i den kvinnliga raden i Gonzaga för förlusten av Monferrato som angivit honom Hertigdömet Teschen.
Mantua förenades kort med Hertigdömet Milano genom ett påbud från kejsar Josef II den 26 september 1786 med återställdes 1791 som ett hertigdöme. Hertigdömet Mantua existerade till 1797 då man blev besegrade av den franska armén. Vid Freden i Campo Formio infogades hertigdömet i den Cisalpinska republiken.